# Бар-Нанн
Бар-Нанн (англ. Bar Nunn) — місто (англ. town) в США, в окрузі Натрона штату Вайомінг. Населення — 2981 особа (2020).

## Географія
Бар-Нанн розташований за координатами 42°55′19″ пн. ш. 106°20′51″ зх. д. / 42.92194° пн. ш. 106.34750° зх. д. (42.921992, -106.347428).  За даними Бюро перепису населення США в 2010 році місто мало площу 5,44 км², уся площа — суходіл.

## Демографія
Згідно з переписом 2010 року, у місті мешкало 2213 осіб у 748 домогосподарствах у складі 605 родин. Густота населення становила 407 осіб/км².  Було 761 помешкання (140/км²).
Расовий склад населення:
| - 93,4 % — білих - 0,8 % — корінних американців - 0,8 % — чорних або афроамериканців - 0,1 % — азіатів - 2,6 % — осіб інших рас |

До двох чи більше рас належало 2,3 %. Частка іспаномовних становила 7,2 % від усіх жителів.
За віковим діапазоном населення розподілялося таким чином: 32,6 % — особи молодші 18 років, 61,4 % — особи у віці 18—64 років, 6,0 % — особи у віці 65 років та старші. Медіана віку мешканця становила 30,5 року. На 100 осіб жіночої статі у місті припадало 98,7 чоловіків;  на 100 жінок у віці від 18 років та старших — 104,0 чоловіків також старших 18 років.
Середній дохід на одне домашнє господарство  становив 88 605 доларів США (медіана — 71 964), а середній дохід на одну сім'ю — 96 064 долари (медіана — 83 000). Медіана доходів становила 61 011 долар для чоловіків та 30 652 долари для жінок. За межею бідності перебувало 3,1 % осіб, у тому числі 4,0 % дітей у віці до 18 років та 0,0 % осіб у віці 65 років та старших.
Цивільне працевлаштоване населення становило 1482 особи. Основні галузі зайнятості: освіта, охорона здоров'я та соціальна допомога — 21,3 %, сільське господарство, лісництво, риболовля — 10,1 %, будівництво — 8,6 %, роздрібна торгівля — 8,0 %.
За даними перепису 2000 року, на території муніципалітету мешкало 936 людей, у 315 садибах мешкало 252 сімей. Густота населення становила 177,2 осіб/км². Було 339 житлових будинків. З 315 садиб, в 46,0% проживали діти до 18 років, подружніх пар, що мешкали разом, було 66,7%, садиб, у яких господиня не мала чоловіка — 7,9%, садиб без сім'ї — 20,0%. Власники 13,3% садиб мали вік, що перевищував 65 років, а в 1,3% садиб принаймні одна людина була старшою за 65 років. Кількість людей у середньому на садибу становила 2,97, а в середньому на родину 3,26.
Середній річний дохід на садибу становив 40 313 доларів США, а на родину — 42 000 доларів США. Чоловіки мали дохід 32 431, жінки — 18 636 доларів. Річний дохід на душу населення становив 15 045 доларів. Приблизно 8,0% родин та 12,3% населення жили за межею бідності. Серед них осіб до 18 років було 16,2%, і понад 65 років — 12,5%.